# پرنگ
پرنگ (به آلمانی: Pernegg) یک منطقهٔ مسکونی در اتریش است که در ناحیه هورن واقع شده‌است. پرنگ ۷۴۴ نفر جمعیت دارد.